# Coelogynopora brachystyla
Coelogynopora brachystyla är en plattmaskart som beskrevs av Tor Karling 1966. Coelogynopora brachystyla ingår i släktet Coelogynopora och familjen Coelogynoporidae. Inga underarter finns listade i Catalogue of Life.